# Reading (Engeland)
Reading (uitspraak Redding, [ˈrɛdɪŋ]) is een plaats (town), een unitary authority en een district in de Engelse regio South East England in het ceremoniële graafschap Berkshire met 163.000 inwoners (geschat halfweg 2018). De oppervlakte bedraagt 40 km².

## Geschiedenis
Bij Reading vond op 19 december 1688 het beslissende treffen plaats tussen de troepen van koning Jacobus II en die van zijn schoonzoon Willem III van Oranje. Door de overwinning van Oranje lag Londen voor hem open, al zou hij nog tien dagen buiten de hoofdstad wachten totdat de koning was gevlucht.
Op 21 juni 2020 vond in de stad een aanslag plaats met een terroristisch oogmerk. Een 25-jarige verdachte van Libische afkomst stak drie mensen dood in het park Forbury Gardens.

## Demografie
Van de bevolking is 12,6 % ouder dan 65 jaar. De werkloosheid bedraagt 2,5 % van de beroepsbevolking (cijfers volkstelling 2001). Het aantal inwoners steeg van ongeveer 134.800 in 1991 naar 143.096 in 2001 tot 155.300 in 2011.
Reading heeft een universiteit, The University of Reading, die in de top 10 staat van meest onderzoeksintensieve universiteiten in Groot-Brittannië.
In de jaren zestig was Reading het toneel van een invloedrijk National Jazz & Blues Festival, dat in de jaren zeventig muteerde tot een roerig hardrockfestijn. Er traden onder anderen op: Muddy Waters, The Yardbirds, Rolling Stones,  George Melly, Pink Floyd, Cream, Focus, New Order, Blur, Neil Young, en vele anderen.

## Sport
Reading FC is de betaaldvoetbalclub van de stad en speelt haar wedstrijden in het Madejski Stadium.

## Partnersteden
- Düsseldorf

## Geboren
- Arthur Wilder-Smith (1915-1995), scheikundige, farmacoloog en creationist
- Cormac Murphy-O'Connor (1932-2017), kardinaal en aartsbisschop van Westminster
- Patrick Malahide (1945), acteur
- Mike Oldfield (1953), popmusicus
- John Sykes (1959), rockmusicus
- Ricky Gervais (1961), komiek
- Katie Mitchell (1964), toneel-, film- en operaregisseur
- Sam Mendes (1965), filmregisseur
- Luke Slater (1968), technoproducer
- Charlie Brooker (1971), criticus en televisiemaker
- Tracey Elizabeth McSween (1971), Brits dancezangeres beter bekend als Shèna
- Lucy Worsley (1973), historicus
- Kate Winslet (1975), actrice met vijf Oscarnominaties, waarvan één gewonnen (2009)
- Beth Storry (1978), hockeyster
- Dan Jones (1981), historicus
- Kate Middleton (1982), vrouw van Prins William en prinses van Wales
- Natalie Dormer (1982), actrice
- Liam Bridcutt (1989), Schots voetballer
- Laura Marling (1990), singer-songwriter
- Fran Kirby (1993), voetbalster
- Darnell Fisher (1994), voetballer
- Charlie Estcourt (1998), voetbalster

## Media
De film Cemetery Junction uit 2010 speelt zich af in Reading. Hierin spelen o.a. Christian Cooke, Felicity Jones, Tom Hughes, Emily Watson en Ricky Gervais. Ook de sitcom Beautiful People speelt zich af in Reading.